# 抬旗
抬旗（穆麟德轉寫：gūsa doobumbi），是清朝政府改变建立功勋者、皇后和妃嫔家族的旗籍，以提高其出身的一種制度。

## 历史
滿清早年只有四旗；正紅旗、正白旗、正藍旗、正黃旗等四旗，之後在原有的四旗加上“鑲”，共成八旗。其中正黃旗、正白旗及鑲黃旗由皇帝亲自統帥，稱上三旗，其中镶黄旗最为尊贵。其餘五旗；鑲白旗、正藍旗、鑲藍旗、正紅旗、鑲紅旗由王公们统辖，稱下五旗。
清兵入关后，妃嫔一般来自八旗。其中既有满洲八旗，也有汉军和蒙古八旗。
康熙朝时，康熙帝生母孝康章皇后娘家本姓佟，为漢軍正藍旗。康熙帝命其改为佟佳氏，入满洲正黃旗。康熙朝後，皇后（包括被追封皇后）和皇贵妃其母家在下五旗及其他民族者，皆编入上三旗以提高身份，稱之為抬旗。較有名的例子是清末咸豐帝的遗孀慈禧太后。她的家族葉赫那拉氏原出自於下五旗之一的滿洲鑲藍旗，之後隨著她的掌權而被抬入上三旗之一的鑲黃旗。

## 改姓
除了抬旗之外，还有在后妃姓氏加上“佳”字，将其满族化，以提高后妃身份。如高氏改为高佳氏、金氏改为金佳氏、魏氏改为魏佳氏。但並非所有「佳」姓氏的人物都是滿化的漢姓，實際上這些只佔所有的「佳」姓氏中很少的一部分。
“某佳氏”原是传统满族姓氏，如佟佳氏、马佳氏、齐佳氏、李佳氏、兆佳氏、宗佳氏等。来源有两种常见说法，一说是在满洲旧地的地名，如佟佳氏祖居佟佳地方（今日图们江北侧），马佳氏祖居嘉理库马佳地方，另一说是仿效一些汉人姓氏但同时合乎满语发音的习惯。
這種某佳氏在清宮中很常見，如下表；
- 清太祖朝：太祖元妃佟佳氏、庶妃兆佳氏
- 順治朝：孝康章皇后佟佳氏
- 康熙朝：孝懿仁皇后佟佳氏、敬敏皇貴妃章佳氏、慤皇貴妃佟佳氏、成妃戴佳氏、榮妃馬佳氏、敬嬪王佳氏、布貴人兆佳氏
- 乾隆朝：慧賢皇貴妃高佳氏、孝儀純皇后魏佳氏、淑嘉皇貴妃金佳氏、純惠皇貴妃蘇佳氏、忻貴妃戴佳氏
- 嘉慶朝：和裕皇貴妃劉佳氏、華妃侯佳氏、信妃劉佳氏、淳嬪董佳氏、簡嬪關佳氏、遜嬪沈佳氏、安嬪蘇完尼瓜爾佳氏
- 道光朝：孝慎成皇后佟佳氏、佳貴妃郭佳氏、豫妃尚佳氏、恆嬪蔡佳氏
- 咸豐朝：端恪皇貴妃佟佳氏、玫貴妃徐佳氏、雲嬪武佳氏